# 宇宙漂浮教室
《宇宙漂浮教室》（日语：宙わたる教室）是由伊與原新原作的日本文學小說，2023年10月20日由文藝春秋出版。本著作獲選為「第70屆青少年閱讀感想文全國大賽」推薦閱讀作品（高等學校部）。2024年10月，改編同名電視劇於日本NHK綜合頻道播放。

## 書誌資訊
- 伊與原新（日语：伊与原新）『宇宙漂浮教室』（2023年10月20日發售，文藝春秋）ISBN 978-4-16-391765-8。

## 目錄
- 第一章　夜八時の青空教室
- 第二章　雲と火山のレシピ
- 第三章　オポチュニティの轍(わだち）
- 第四章　金の卵の衝突実験
- 第五章　コンピュータ室の火星
- 第六章　恐竜少年の仮説
- 第七章　教室は宇宙をわたる

## 電視劇
《宇宙漂浮教室》是2024年10月8日至12月10日於日本NHK電視台週二連續劇時段播出的電視劇，由窪田正孝主演。

### 登場人物

#### 主要人物
- 藤竹葉〈34〉：窪田正孝[4]

新任東新宿高中兼讀制理科教師，並成立了科學部。

#### 東新宿高中

##### 兼讀制學生
- 柳田岳人〈21〉：小林虎之介[5]

2年級生。無法擺脫負面循環的不良少年，他在垃圾處理公司工作。由於不識字常常受到許多人的嘲笑，從小就為此而獨自掙扎。在聯立方程式測驗中，所有計算題他都答對，惟獨所有文字題都沒做。藤竹認為這是一種稱為「讀寫障礙」的學習障礙，但實際上他很聰明且好學。
- 名取佳純〈16〉：伊東蒼[5]

1年級生。患有姿勢性心博過速症候群，持續於保健室上學。
- 越川angela〈43〉：Maria Theresa Gow[5]

2年級生。母親是菲律賓人、父親是日本人，她不擅長日文慣用語和數學，幾乎跟不上課程。
- 長嶺省造〈76〉：尾形一成[5]

2年級生。青年時代沒機會上高中，因此進入兼讀制高中重新學習。
- 庄司麻衣：紺野彩夏

2年級生。上學之外，在歌舞表演俱樂部工作賺錢，育有一個初生女兒。
- 池本マリ：山崎七海[6]

2年級生。
- 松谷真耶：菊地姫奈[7]

名取佳純的朋友。1年級生。

##### 全日制學生
- 丹羽要：南出凌嘉

2年級生。擔任電腦部的部長。

##### 教師
- 木内泉水：田中哲司[5]

英語教師。
- 佐久間理央：木村文乃[5]

護理教師，前看護師。

#### 其他人物
- 相澤努：中村蒼[5]

藤竹的大學同學，成為了JAXA副教授的精英。
- 三浦孔太：仲野温

岳人的不良友人，利誘他販賣毒品。
- 朴大成：阿佐辰美

岳人與三浦的不良友人，支持岳人上學。
- 名取円佳：伊礼姫奈

名取佳純的姐姐。
- 長嶺江美子：朝加真由美

長嶺省造的妻子，患病住院中。
- 石神怜生：高島禮子[8][9]

7年前，藤竹擔任名京大學助教時的上司。現時是名京大學教授兼國家科學政策振興委員會主席。。
- 伊之瀬嘉之：長谷川初範[8][9]

前東郷大學教授，藤竹與相澤的恩師。

### 製作團隊
- 原案：伊與原新（日语：伊与原新）『宙わたる教室』[4]
- 劇本：澤井香織（日语：澤井香織）[4]
- 導演：吉川久岳（lamp）、一色隆司（NHK事業）、山下和德[4]
- 配樂：Jizue（日语：Jizue）[10]
- 主題曲：Little Glee Monster
「Break out of your bubble」（Sony Music Labels Inc.）[11]
- 製作人：橋立聖史（lamp）、神林伸太郎（NHK事業）、渡邊悟（NHK）[4]

### 獎項
- 第28回日刊體育日劇大賞 秋季電視劇[12]
  - 作品賞
  - 助演男優賞（小林虎之介）

### 播出日程
| 集數   | 播出日期 | 日文標題                 | 導演     |
| ------ | -------- | ------------------------ | -------- |
| 第1話  | 10月08日 | 夜八時の青空教室         | 吉川久岳 |
| 第2話  | 10月15日 | 雲と火山のレシピ         | 吉川久岳 |
| 第3話  | 10月22日 | オポチュニティの轍       | 吉川久岳 |
| 第4話  | 10月29日 | 金の卵の衝突実験         | 吉川久岳 |
| 第5話  | 11月05日 | 真夏の夜のアストロノミー | 一色隆司 |
| 第6話  | 11月12日 | コンピューター室の火星   | 山下和德 |
| 第7話  | 11月19日 | 浮遊惑星のランデブー     | 一色隆司 |
| 第8話  | 11月26日 | メテオライトの憂鬱       | 一色隆司 |
| 第9話  | 12月03日 | 恐竜少年の仮説           | 吉川久岳 |
| 最終話 | 12月10日 | 消えない星               | 吉川久岳 |

## 外部連結
- 宇宙漂浮教室 - 文藝春秋 （页面存档备份，存于）（日語）
- 宇宙漂浮教室 - NHK （页面存档备份，存于）（日語）
- 宇宙漂浮教室 - NHK放送史（日本放送协会）（日語）

| 日本 NHK 電視劇10                                          | 日本 NHK 電視劇10                        | 日本 NHK 電視劇10 |
| ---------------------------------------------------------- | ---------------------------------------- | ----------------- |
|                                                            | 宇宙漂浮教室 （2024年10月8日－12月10日） |                   |
| 不是因為家人才愛，而是愛的是家人 （2024年7月9日－9月24日） | 東京沙拉碗 （2025年1月7日－3月4日）      |                   |